# Sukarni
Sukarni (ur. 14 czerwca 1916 w Blitar, zm. 7 maja 1971 w Dżakarcie) – indonezyjski socjalistyczny polityk i działacz niepodległościowy. Wieloletni przewodniczący partii Murba.
Odznaczony, pośmiertnie w 2014 roku, najwyższym odznaczeniem Republiki Indonezji – Orderem Bohatera Narodowego Indonezji.